# Палеонтология в Швеции
Палеонтология в Швеции начала активное развитие в XIX веке. Наиболее известными представителями этой науки стали Й. Валенберг, В. Дальман, С. Нильсон и особенно Н. Ангелин, подразделивший силурийские пласты согласно встречающимся в них остаткам ископаемой фауны..
Геологическими исследованиями заявил себя А. Эрдман, по инициативе которого основан «Институт геологических исследований в Швеции». С. Ловэн первый посетил Шпицберген с научной целью и сделал важные открытия юрских окаменелостей. О. Торелль положил начало изучению геологии ледникового периода. А. Норденшёльду, знаменитому минералогу и путешественнику, и А. Натгорсту, палеонтологу, геология обязана снаряжением арктических экспедиций, крайне важных для её развития, как науки.